# Desnudo a contraluz (Bonnard)
Desnudo a contraluz (en francés: Nu à contre-jour) es una pintura al óleo sobre lienzo del pintor postimpresionista francés Pierre Bonnard, de 1908. Actualmente se encuentra en la colección de los Museos Reales de Bellas Artes de Bélgica, en Bruselas.
La obra muestra a Marthe de Mėligny, compañera sentimental, modelo frecuente y finalmente esposa del artista, aplicándose agua de colonia después de un baño matutino. Está junto a la tina, de pie y desnuda aparte unas chanclas, recortada contra la ventana con visillo, que llena la habitación con una luz cálida, brillante y sin sombras. La bañista se refleja en el espejo del tocador, rasgo característico de las pinturas de Bonnard.